# La seduzione di Merlino
La seduzione di Merlino (The Beguiling of Merlin), anche noto con il titolo L'inganno di Merlino, è un dipinto del pittore preraffaellita Edward Burne-Jones, realizzato tra il 1872 e il 1877. Fa parte della collezione della Lady Lever Art Gallery, nella contea di Merseyside, nel Regno Unito.

## Storia
L'opera fu commissionata dall'armatore e collezionista d'arte Frederick Richards Leyland alla fine del decennio 1860. Dopo un inizio infruttuoso dovuto ai materiali poveri impiegati per dipingere, Burne-Jones iniziò a lavorare sul dipinto stesso nel 1873, terminando l'opera alla fine del 1874, anche se il quadro non fu esposto prima del 1877, in occasione dell'inaugurazione della galleria Grosvenor di Londra. L'anno seguente il quadro (con il titolo Merlin et Viviane) venne esposto all'esposizione universale che si svolse a Parigi, dove conobbe un buon successo. L'opera venne acquisita dal Lord Leverhulme nel 1918, e attualmente si trova nella galleria d'arte liverpuliana.

## Descrizione
Il dipinto rappresenta una scena della leggenda arturiana sull'infatuazione di Merlino con la dama del Lago, Nimue. Il mago viene raffigurato indifeso e intrappolato in un cespuglio spinoso mentre Nimue legge un libro di incantesimi. La dama del Lago è in piedi e ha dei serpenti tra i capelli, che la fanno assomigliare alle Gorgoni della mitologia greca. Merlino ha perso l'uso dei suoi poteri magici ed è completamente alla mercé della donna, che intende scoprire i segreti delle sue magie.
Per quanto riguarda i riferimenti visivi, Burne-Jones prese come modella Maria Zambaco, che fu la sua amante tra il 1866 e il 1872, per creare il volto di Nimue. Il pittore volle rappresentare in questa tela i propri sentimenti per la modella di origine greca, nonostante fosse già sposato con Georgiana Burne-Jones. Anche quando la loro relazione finì dopo il 1869, l'artista continuò a ritrarla nelle sue opere, come in questo caso.